# Роторный испаритель

Устройство роторного испарителя

Роторный испаритель (ротационный испаритель) — это устройство для быстрого удаления жидкостей отгонкой их при пониженном давлении. Широко применяется в биохимических лабораториях для упаривания растворителей из смесей веществ, а также для разделения жидкостей.

## История
Роторный испаритель был впервые предложен американским биохимиком Лиманом Крейгом (англ. Lyman C. Craig) в 1950 году, после чего практически сразу были предложены модификации и улучшенные конструкции, а в 1957 году Вальтер Бюхи (англ. Walter Büchi) из Базеля выпустил первый коммерческий экземпляр роторного испарителя. В начале 1960-х годов роторный испаритель стал распространённым инструментом в химических лабораториях.

## Устройство
Роторный испаритель состоит из стеклянной трубки со шлифом, к которому присоединяется круглодонная колба A, нагреваемая водяной баней B. Двигатель C приводит колбу во вращение, и пары растворителя поступают в обратный холодильник F, где охлаждаются и конденсируются, стекая в колбу-приёмник G. Части роторного испарителя могут дополнительно закрепляться при помощи штатива D и лапки E. Для быстрого сброса вакуума в системе предусмотрен кран H, который также часто применяется для впуска в систему инертного газа (аргона или азота).

## Принцип работы

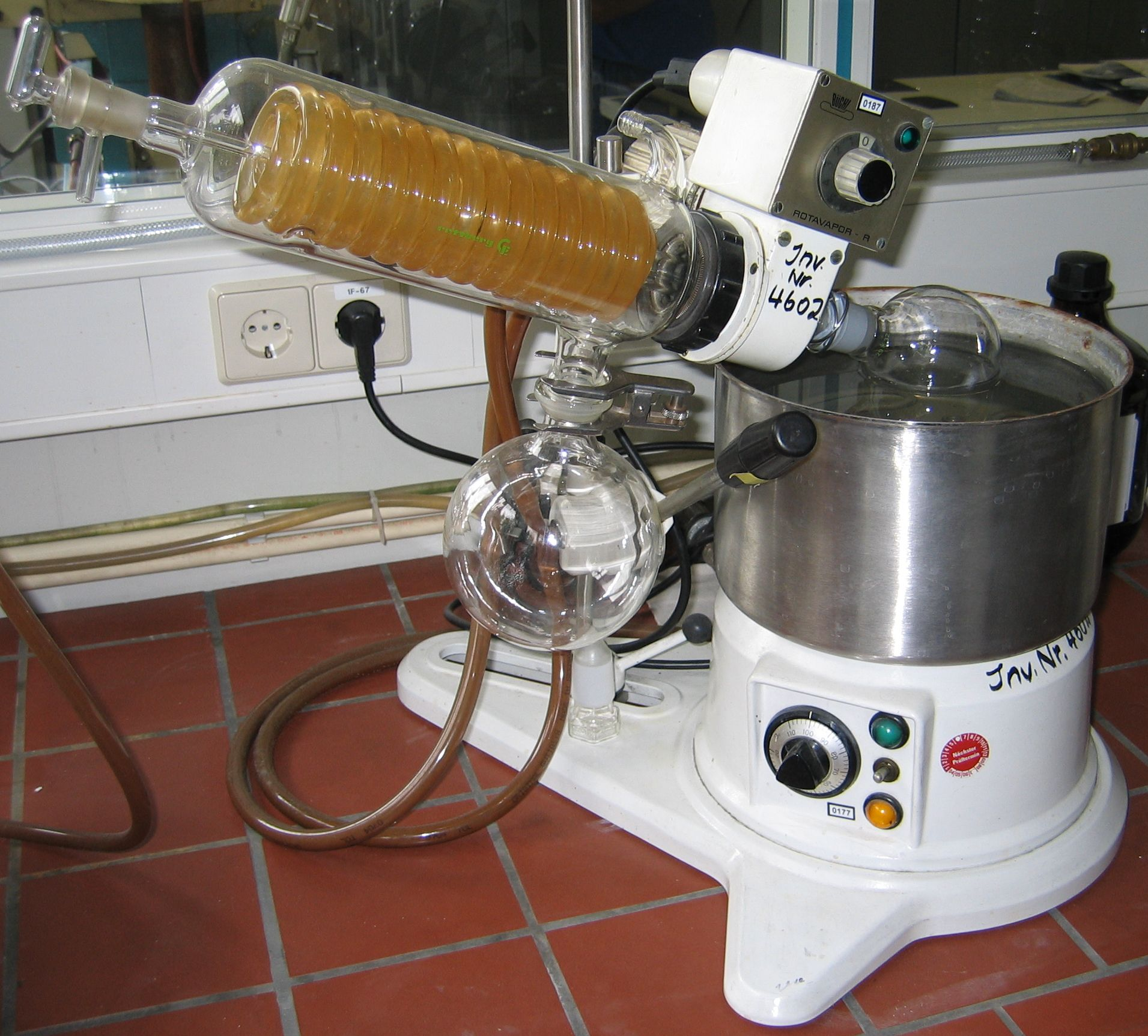
Роторный испаритель

Действие роторного испарителя основано на понижении температуры кипения растворителя за счёт создания в его системе пониженного давления при помощи водоструйного или вакуумного насоса. Данный подход позволяет удалять растворитель из раствора при более низкой температуре, избегая побочных реакций, которые могут протекать при нагревании смеси.
Испарение растворителя происходит из тонкой плёнки на внутренней поверхности колбы. За счёт вращения колбы эта поверхность постоянно обновляется, что значительно увеличивает скорость упаривания. Вращением колбы также достигается эффективное перемешивание раствора, снижающее вероятность его выбрасывания из колбы. Нагрев при помощи водяной бани увеличивает давление пара растворителя и также ускоряет испарение. Скорость вращения и сила нагрева обычно регулируются при помощи элементов управления роторного испарителя.
По мере того, как растворитель испаряется, его пары конденсируются на холодильнике и стекают в колбу-приёмник. Если охлаждение достаточно эффективное, то в приёмнике удаётся собрать практически весь упаренный растворитель. Растворённое вещество при этом остаётся в колбе, из которой происходит упаривание.
| Растворитель    | Т. кип., °С (760 мм рт. ст.) | Т. кип., °С (40 мм рт. ст.) |
| --------------- | ---------------------------- | --------------------------- |
| ацетонитрил     | 81,8                         | 7,7                         |
| вода            | 100                          | 34,0                        |
| гексан          | 68,7                         | –2,3                        |
| гептан          | 98,4                         | 22,3                        |
| диэтиловый эфир | 34,6                         | –27,7                       |
| метанол         | 64,7                         | 5,0                         |
| этанол          | 78,4                         | 19                          |
| этилацетат      | 77,1                         | 9,1                         |